# Ceño

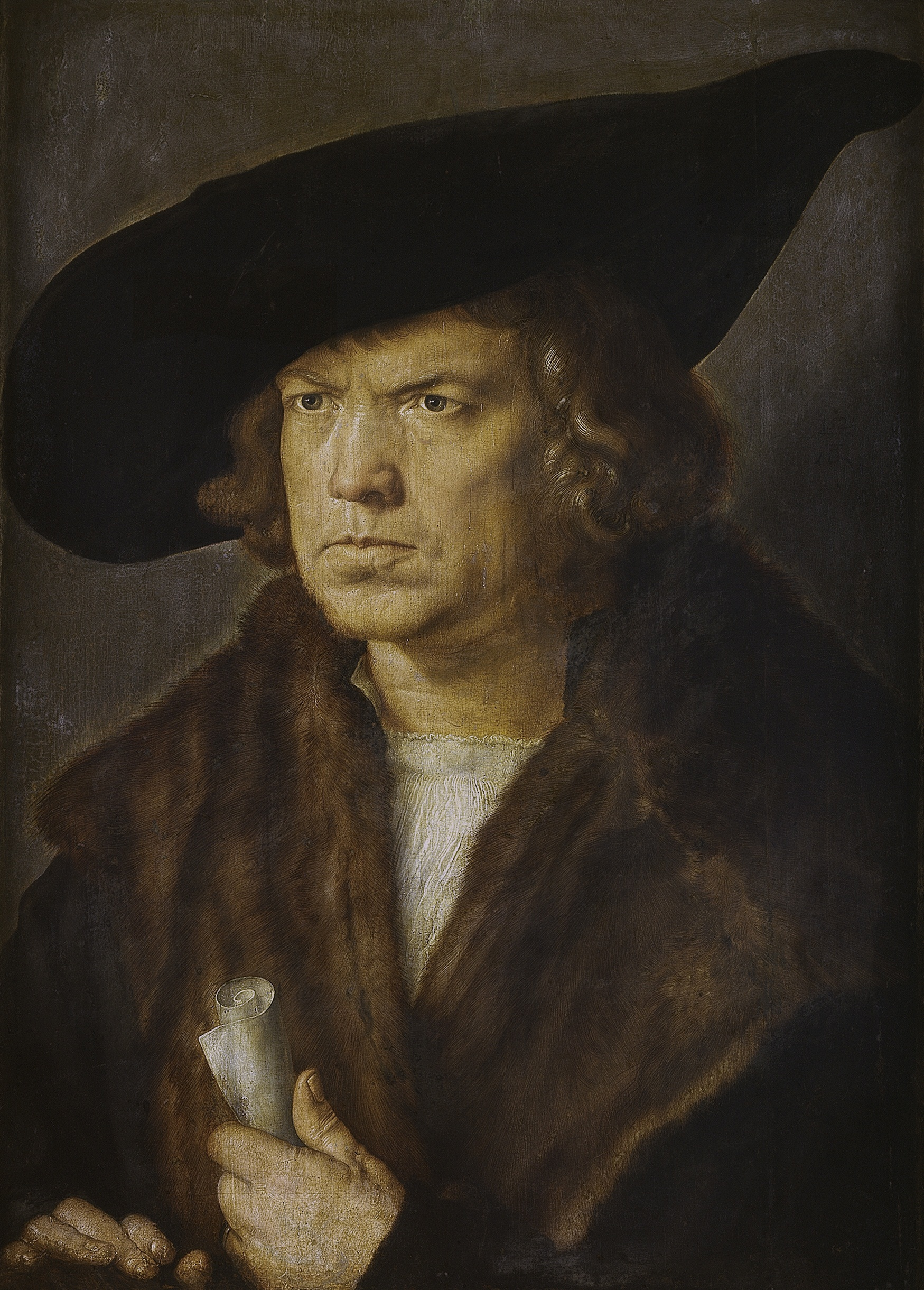
Retrato de un desconocido. Pintura de Alberto Durero, expuesta en el Museo del Prado que muestra a un hombre frunciendo el ceño.

Un ceño es una expresión facial que sirve para indicar desagrado o desaprobación. En su lugar, generalmente, se usan las locuciones verbales ceño fruncido o arrugar el ceño. 
La aparición de un ceño fruncido varía de cultura a cultura. Aunque las definiciones más técnicas definen como una aparición de arrugas en la frente, en América del Norte es principalmente pensado como una expresión de la boca. En los casos que se utiliza la icónica, como con un emoticón, normalmente se presenta una curva en los labios hacia fuera de los ojos ('abajo'). La expresión oral también se conoce comúnmente en la frase coloquial inglesa «turn that frown upside down» («fruncir el ceño al revés»), indica cambiar de triste a feliz. 
Con mayor frecuencia se expresa tristeza, insatisfacción, enojo, preocupación o dolor, aunque también es un signo de una profunda concentración, o simplemente una reacción afectiva ante cambios en fraseos de "Los Demás". También suele encontrarse en la cultura occidental con expresiones como "¿eso es todo?" o "¿esos acordes nada más? ¿ahí terminó la pieza?".